# خط سكة حديد من عين التوتة إلى المسيلة
الخط الممتد من عين التوتة إلى المسيلة هو خط بطول 145 كلم يعبر وادي الحضنة ليربط منطقة الهضاب العليا بالأوراس .

## تاريخ الخط
تم تجسيد هذا الخط خلال العقد الأول من القرن الحادي والعشرين وتم تسليمه في عام 2009.

## خصائص الخط
يعتبر خط ذو مسار واحد بالرغم من أن الهياكل الخاصة بالخط من جسور ومعابر تم بناءها لتتسع لمسارين. يشغل الخط عربتان للسكك الحديدية يوميًا لربط الجزائر العاصمة بباتنة في مدة ستة ساعات .
يضم الخط 7 محطات ولكن وحدها محطة بريكة قيد التشغيل، بالإضافة إلى محطة عين التوتة ومحطة المسيلة.

### وصف للخط ولمساره
يعبر الخط سهل الحضنة دون أن يجتاز أي تضاريس مميزة. ليس به أنفاق، فقط عدد قليل من الجسور لعبور الممرات المائية.
| المكان   | النقطة الكيلومترية  | معلومة    |
| -------- | ------------------- | --------- |
| عين توتة | نقطة كيلومترية 0    | قطار جهوي |
| بريكة    | نقطة كيلومترية 51,6 | قطار جهوي |
| المسيلة  | نقطة كيلومترية 145  | قطار جهوي |

### حركة المرور
دخلت حركة الركاب عبر السكك الحديدية بين الجزائر العاصمة وباتنة حيز الخدمة منذ عام 2009 . هذه الرحلة التي كانت ساابقًا تتم عن طريق أخذ القطار عبر خط الجزائر العاصمة إلى سكيكدة، ثم عبر خط القورزي إلى تقرت، أصبحت تتم الآن في 6 ساعات ونصف بدل 7 ساعات ونصف سابقا.

### السرعة القصوى
يتغير متوسط السرعة عبر الخط بين 70 و80 كيلومتر في الساعة .

## مذكرات ومراجع
1. ↑  "Les Afriques". Les Afriques. 2 مارس 2020. مؤرشف من الأصل في 2016-01-27. اطلع عليه بتاريخ 2020-09-02..